# Sobre a Origem do Mundo
Sobre a origem do mundo é um livro gnóstico que aborda a criação e o fim dos tempos. Ele foi encontrado entre os textos da Biblioteca de Nag Hammadi, imediatamente depois de Hipóstase dos Arcontes no Codex II. Há muitos paralelos entre os dois textos, sendo que neste o autor recria toda a história do Gênesis e coloca Yaldabaoth (o Demiurgo) como criador do mundo, fazendo o papel de Deus no Gênesis. Além disso, a Serpente no Jardim do Éden é retratada como uma heroína enviada por Sophia para guiar a humanidade até a iluminação.
A lista de Arcontes apresentada no texto é:
- Yaldabaoth, chamado também de Saclas, Saklas e Samael
- Iao
- Sabaoth
- Astaphanos, ou Astaphaios
- Adonaios
- Elaios, ou Ailoaios, ou às vezes Ailoein
- Horaios